# Dasycyptus dimus
Dasycyptus dimus är en spindelart som beskrevs av Simon 1902. Dasycyptus dimus ingår i släktet Dasycyptus och familjen hoppspindlar. Inga underarter finns listade i Catalogue of Life.